# Mallorca Championships 2022
Mallorca Championships 2022 byl tenisový turnaj hraný jako součást mužského okruhu ATP Tour na otevřených travnatých dvorcích v Mallorca Country Clubu. Probíhal mezi 19. až 25. červnem 2022 v západomallorském přímořském letovisku Santa Ponsa jako druhý ročník turnaje.
Turnaj dotovaný 951 745 eury patřil do kategorie ATP Tour 250. Představoval závěrečnou přípravu na londýnský grandslam ve Wimbledonu. Nejvýše nasazeným hráčem ve dvouhře se stal první tenista světa a obhájce trofeje Daniil Medveděv, který ve čtvrtfinále podlehl Robertu Bautistovi Agutovi. Jako poslední přímý účastník do hlavní singlové soutěže nastoupil 65. hráč žebříčku, Argentinec Federico Delbonis.
V důsledku invaze Ruska na Ukrajinu na konci února 2022 řídící organizace tenisu ATP, WTA a ITF s grandslamy rozhodly, že ruští a běloruští tenisté mohli dále na okruzích startovat, ale do odvolání nikoli pod vlajkami Ruska a Běloruska.
Devátý singlový titul na okruhu ATP Tour a první na trávě vybojoval Řek Stefanos Tsitsipas. Čtyřhru ovládl brazilsko-španělský pár Rafael Matos and David Vega Hernández, jehož členové získali druhou společnou trofej.

## Rozdělení bodů a finančních odměn

### Rozdělení bodů
| Soutěž  | Soutěž      | vítězové | finalisté | semifinalisté | čtvrtfinalisté | 16 v kole | 28 v kole | Q  | Q2 | Q1 |
| ------- | ----------- | -------- | --------- | ------------- | -------------- | --------- | --------- | -- | -- | -- |
| dvouhra | [ 1 ] [ 5 ] | 250      | 150       | 90            | 45             | 20        | 0         | 12 | 6  | 0  |
| čtyřhra | [ 6 ]       | 250      | 150       | 90            | 45             | 0         | —         | —  | —  | —  |

### Finanční odměny
| Soutěž                                | Soutěž      | vítězové  | finalisté | semifinalisté | čtvrtfinalisté | 16 v kole | 28 v kole | Q2      | Q1      |
| ------------------------------------- | ----------- | --------- | --------- | ------------- | -------------- | --------- | --------- | ------- | ------- |
| dvouhra                               | [ 1 ] [ 5 ] | 134 835 € | 78 650 €  | 46 240 €      | 26 795 €       | 15 560 €  | 9 505 €   | 4 755 € | 2 595 € |
| čtyřhra                               | [ 6 ]       | 46 860 €  | 25 070 €  | 14 690 €      | 8 210 €        | 4 840 €   | —         | —       | —       |
| částka ve čtyřhrách je uvedena na pár |             |           |           |               |                |           |           |         |         |

## Dvouhra mužů

### Nasazení
| Stát                           | Hráč                    | ATP | Nasazení |
| ------------------------------ | ----------------------- | --- | -------- |
|                                | Daniil Medveděv         | 1.  | 1.       |
| Řecko                          | Stefanos Tsitsipas      | 6.  | 2.       |
| Kanada                         | Denis Shapovalov        | 15. | 3.       |
| Španělsko                      | Pablo Carreño Busta     | 19. | 4.       |
| Španělsko                      | Roberto Bautista Agut   | 20. | 5.       |
| Nizozemsko                     | Botic van de Zandschulp | 29. | 6.       |
| Srbsko                         | Miomir Kecmanović       | 30. | 7.       |
| Argentina                      | Sebastián Báez          | 34. | 8.       |
| Žebříček ATP k 13. červnu 2022 |                         |     |          |

### Jiné formy účasti
Následující hráči obdrželi divokou kartu do hlavní soutěže:
- Feliciano López
- Jaume Munar
- Stefanos Tsitsipas

Následující hráč obdržel do hlavní soutěže zvláštní výjimku:
- Nick Kyrgios

Následující hráči postoupili z kvalifikace:
- Antoine Bellier
- Taró Daniel
- Alejandro Tabilo
- Jordan Thompson

### Odhlášení
před zahájením turnaje
- Lloyd Harris → nahradil jej  Emil Ruusuvuori
- Hubert Hurkacz → nahradil jej  Dušan Lajović
- John Isner → nahradil jej  Mackenzie McDonald
- Oscar Otte → nahradil jej  Federico Delbonis

## Mužská čtyřhra

### Nasazení
| Stát                                                                                    | Hráč              | Stát       | Hráč              | ATP | Nasazení |
| --------------------------------------------------------------------------------------- | ----------------- | ---------- | ----------------- | --- | -------- |
| Salvador                                                                                | Marcelo Arévalo   | Nizozemsko | Jean-Julien Rojer | 21. | 1.       |
| Německo                                                                                 | Kevin Krawietz    | Německo    | Andreas Mies      | 60. | 2.       |
| Mexiko                                                                                  | Santiago González | Argentina  | Andrés Molteni    | 68. | 3.       |
| Kazachstán                                                                              | Andrej Golubjev   | Argentina  | Máximo González   | 74. | 4.       |
| Žebříček ATP k 13. červnu 2022; číslo je součtem žebříčkového postavení obou členů páru |                   |            |                   |     |          |

### Jiné formy účasti
Následující páry obdržely divokou kartu do hlavní soutěže:
- Alexander Erler /  Lucas Miedler
- Petros Tsitsipas /  Stefanos Tsitsipas

### Odhlášení
před zahájením turnaje
- Sander Gillé /  Joran Vliegen → nahradili je   Aslan Karacev /  Joran Vliegen
- Marcel Granollers /  Horacio Zeballos → nahradili je  Sebastián Báez /  João Sousa
- Pierre-Hugues Herbert /  Albano Olivetti → nahradili je  Fabrice Martin /  Hugo Nys

## Přehled finále

### Mužská dvouhra
- Stefanos Tsitsipas vs.  Roberto Bautista Agut, 6–4, 3–6, 7–6(7–2)

### Mužská čtyřhra
- Rafael Matos /  David Vega Hernández vs.  Ariel Behar /  Gonzalo Escobar, 7–6(7–5), 6–7(6–8), [10–1]